# Администрация пояса безопасности Южного Ливана
Администрация пояса безопасности Южного Ливана была христианским органом временного правительства Ливана, который осуществлял власть в оккупированной Израилем «Зоне безопасности» на юге Ливана. Администрация была сформирована из маронитского правительства государства Свободный Ливан после смерти президента Саада Хаддада в 1984 году, и действовала с 1985 по 2000 год при полной материально-технической и военной поддержке со стороны Израиля. Она контролировала 850 квадратных километров (330 кв. миль) территории в Зоне безопасности.
За годы своего существования администрацию возглавлял Антуан Лахад, христианский маронит, военный офицер Армии Южного Ливана..